# ウィンター・ライヴ1981
ウィンター・ライヴ1981（Winter Live ～）とは、日本の音楽グループ「イエロー・マジック・オーケストラ」（以下、YMO）が1981年に行った、2度目の国内ツアーの名称。

## 解説
- 演奏された楽曲は、同年に発売された『BGM』と『テクノデリック』からのものが中心である。それ以前の楽曲は、アンコールで「テクノポリス」「ライディーン」が演奏された。ツアーの途中からは「コズミック・サーフィン」、ツバキハウスでは「中国女」と無題の即興曲も演奏されている。
- 「テクノポリス」では、ボコーダーで演奏される「TOKIO」という部分を各公演地の名前に置き換えて、拡声器（またはメガホン）で叫んでいた。（東京公演では従来の「TOKIO」ではなく「東京」であった）
- 坂本龍一は、「新舞踊」ではギターを、「キュー」でドラムを演奏している。
- 本ツアーを最後に、YMOは1年間の活動休止期間に入る。
- ステージ・デザインは、奥村靫正が担当し、ADC賞を受賞した。
- 新宿コマ劇場公演では、「体操」が2回演奏され、2回目の演奏時に体操服姿のダンサーたちによるパフォーマンスが行われた[1]。
- スティーヴ・ライヒの「4台のオルガン」を手本にした、通称「LOOP」と呼ばれている未発表曲が演奏されている[2]。 既発の同名CDでは少しだけ聴くことができる。

## 公演
| 日付           | 都市   | 会場                 |
| -------------- | ------ | -------------------- |
| 1981年11月24日 | 仙台   | 宮城県民会館         |
| 1981年11月26日 | 盛岡   | 岩手県民会館         |
| 1981年11月27日 | 広島   | 広島県郵便貯金ホール |
| 1981年11月29日 | 大阪   | フェスティバルホール |
| 1981年11月30日 | 大阪   | フェスティバルホール |
| 1981年12月1日  | 名古屋 | 名古屋市民会館       |
| 1981年12月2日  | 京都   | 京都大学西部講堂     |
| 1981年12月7日  | 札幌   | 北海道厚生年金会館   |
| 1981年12月16日 | 福岡   | 福岡サンパレス       |
| 1981年12月18日 | 金沢   | 金沢市観光会館       |
| 1981年12月22日 | 東京   | 新宿コマ劇場         |
| 1981年12月23日 | 東京   | 新宿コマ劇場         |
| 1981年12月24日 | 東京   | 新宿コマ劇場         |
| 1981年12月27日 | 東京   | ツバキハウス         |

## サポートメンバー
- 松武秀樹
- 立花ハジメ（12月27日のみ）
- 梅林茂（12月27日のみ）

## 音源
映像版・アルバム版には「バレエ」「マス」「京城音楽」「手掛かり」「体操(2回目音源)」「テクノポリス」「ライディーン」が収録されていないが、音源がCDやDVD-ROMなどに収録されている。
- 1982年1月に東京12チャンネルの番組『サウンド・クリエイション』にて新宿コマ劇場公演の一部が放送された。
- 映像版・アルバム版
1983年4月CBSソニーより、新宿コマ劇場公演の模様（12月23日の本公演とリハーサル映像をミックスしたもの）を収録したビデオソフト版が発売され(1999年にDVD版が発売。2020年にBlu-ray Disc版が発売)、1995年にはアルファレコードより、そのビデオソフト版の音源と「来たるべきもの(アルバム音源)」をそのまま使用したアルバム版が発売される。
- 『YMO Selfservice』
「バレエ」「キュー」「手掛かり」が収録。
- 『ONE MORE YMO』
「ジャム」「京城音楽」「マス」を収録。
- DVD『YMO Giga Capsule』
「ジャム」「バレエ」「京城音楽」「キュー」「手掛かり」「テクノポリス」「ライディーン」を収録。
- NHK-FM
「来たるべきもの」「ハッピーエンド」「音楽の計画」「キュー」「手掛かり」「テクノポリス」「ライディーン」「コズミックサーフィン」「体操(2回目音源)」「エピローグ」が放送された。